# Copa del Rey de 2021–22
A Copa del Rey de futebol de 2021–22 foi a 118º edição da competição nacional por eliminatórias do futebol espanhol. O vencedor ganha uma vaga na fase de grupos da Liga Europa da UEFA de 2021–22. O campeão e vice-campeão ganham vaga na Supercopa da Espanha de 2021–22.
O detentor do título é o Barcelona, após vencer o Athletic Bilbao por 4–0 na edição passada.
O Betis se sagrou campeão desta edição, ao vencer o Valencia nos pênaltis por 5–4, com 1–1 no tempo normal. É o terceiro título dos béticos, que não conquistavam o troféu desde a temporada 2004–05.

## Formato
No formato atual da Copa del Rey, um total de 126 equipes jogam, divididas nas seguintes categorias:
- 20 equipes da Primeira Divisão. Os quatro classificados da Supercopa da Espanha entrarão na terceira fase (16 avos de final).
- 22 equipes da Segunda Divisão.
- 28 equipes da Segunda B. Os sete primeiros de cada grupo, sendo que equipes filiais ou dependentes não participam.
- 32 equipes da Terceira Divisão. Desde que não sejam equipes filiais ou dependentes, irão participar os 18 campeões, assim como os 14 segundos classificados com melhor campanha em cada grupo.
- 4 equipes semifinalistas da Copa RFEF.
- 10 equipes das primeiras divisões regionais. Sairão resultantes de uma fase preliminar entre os campeões de cada uma das vinte federações territoriais.

Para chegar à final, serão disputadas seis fases eliminatórias, todas em uma única partida, exceto as semifinais, que serão disputadas no formato de ida e volta. Na primeira rodada eliminatória, as 10 equipes da Prévia Interterritorial serão emparelhadas com as 10 da Primeira Divisão. As 28 equipes restantes da Primeira e Segunda Divisão serão emparelhadas com as 4 da Copa RFEF, as 21 equipes da Terceira Divisão e três da Segunda B. As demais equipes da Segunda B se enfrentarão, ficando uma delas fora desta primeira eliminatória. As equipes que participam da Supercopa não jogarão até a terceira fase. A primeira fase é composta por 56 jogos, com 111 times participantes. Os vencedores terão acesso à segunda fase.
Todas as partidas serão disputadas com mando da equipe de menor divisão. No caso da mesma divisão, será definido em sorteio, com a partida sendo disputada com mando da primeira equipe que sair no sorteio.
As partidas que terminarem empatadas nos 90 minutos se decidirão em prorrogação; se ainda assim persistir o empate, a partida irá para a disputa de pênaltis.

## Prévia interterritorial
Nesta fase preliminar, que aconteceu em 17 de novembro de 2021, participam os campeões de cada uma das vinte federações territoriais emparelhados sob critérios de proximidade geográfica em um sorteio que foi realizado em 28 de outubro de 2021.
| Equipe 1                | Resultado       | Equipe 2          |
| ----------------------- | --------------- | ----------------- |
| Aldeano                 | 1–3             | Unami             |
| Victoria                | 1–0             | Hernani           |
| Nalón                   | 1–1 (3–4) (pen) | Solares           |
| Utrillas                | 2–0             | Injerto           |
| Mollerussa              | 1–0             | Penya Independent |
| CFI Alicante            | 7–1             | 6 de Junio        |
| Villa de Fortuna        | 1–0             | Atlético Espeleño |
| Huracán Melilla         | 2–1             | Atarfe Industrial |
| Laguna                  | 4–1             | Jaraíz            |
| San Agustín de Guadalix | 6–2             | Mora              |

## Primeira fase
As partidas foram disputadas entre 30 de novembro e 2 de dezembro.
| Equipe 1                 | Resultado       | Equipe 2                   |
| ------------------------ | --------------- | -------------------------- |
| Huracán Melilla          | 0–8             | Levante                    |
| Utrillas                 | 0–3             | Valencia                   |
| CFI Alicante             | 0–4             | Betis                      |
| San Agustín de Guadalix  | 0–4             | Osasuna                    |
| Villa de Fortuna         | 0–7             | Cádiz                      |
| Victoria                 | 0–8             | Villarreal                 |
| Solares                  | 2–3             | Espanyol                   |
| Mollerussa               | 1–5             | Getafe                     |
| Laguna                   | 0–7             | Granada                    |
| Unami                    | 0–3             | Alavés                     |
| Córdoba                  | 0–1 (pro)       | Sevilla                    |
| Guijuelo                 | 1–1 (3–4) (pen) | Rayo Vallecano             |
| Ebro                     | 0–5             | Celta de Vigo              |
| Leioa                    | 0–2             | Elche                      |
| Panadería Pulido         | 0–4             | Real Sociedad              |
| Gimnástica Segoviana     | 0–2 (pro)       | Mallorca                   |
| Gernika                  | 0–2             | Eibar                      |
| Mensajero                | 0–1             | Zaragoza                   |
| Teruel                   | 0–1             | Alcorcón                   |
| Ceares                   | 0–1             | Sporting de Gijón          |
| San Roque de Lepe        | 0–3             | Mirandés                   |
| Europa                   | 0–1             | Amorebieta                 |
| Montijo                  | 0–1             | Burgos                     |
| Cayón                    | 0–2             | Huesca                     |
| Puertollano              | 1–5             | Girona                     |
| Alzira                   | 0–1             | Fuenlabrada                |
| Peña Sport               | 0–3             | Málaga                     |
| Ibiza Islas Pitiusas     | 1–2 (pro)       | Tenerife                   |
| Águilas                  | 1–1 (3–5) (pen) | Almería                    |
| Racing Rioja             | 0–2             | Cartagena                  |
| Unión Adarve             | 2–2 (3–4) (pen) | Lugo                       |
| Marchamalo               | 0–1             | Valladolid                 |
| Cacereño                 | 1–2             | Ponferradina               |
| Xerez Deportivo          | 1–2             | Leganés                    |
| Andratx                  | 2–1             | Real Oviedo                |
| Vélez                    | 2–3             | Las Palmas                 |
| Brea                     | 0–2             | Ibiza                      |
| Palencia Cristo Atlético | 2–1             | Real Unión                 |
| Atlético Pulpileño       | 0–1             | Castellón                  |
| Bergantiños              | 2–0             | Tudelano                   |
| Eldense                  | 0–1             | Rayo Majadahonda           |
| Náxara                   | 0–1             | Andorra                    |
| San Juan                 | 1–2             | San Sebastián de los Reyes |
| Llanera                  | 2–1             | UD Logroñés                |
| Atlético Mancha Real     | 2–1             | Inter de Madrid            |
| Arenteiro                | 2–1             | SD Logroñés                |
| Calahorra                | 1–1 (4–5) (pen) | Atlético Baleares          |
| Extremadura              | 1–4             | Zamora                     |
| Albacete                 | 2–1 (pro)       | Racing Ferrol              |
| UCAM Murcia              | 3–4 (pro)       | Deportivo La Coruña        |
| Sanluqueño               | 2–0             | Sabadell                   |
| Badajoz                  | 0–3             | Alcoyano                   |
| Linares Deportivo        | 0–0 (6–5) (pen) | Gimnàstic                  |
| San Fernando             | 2–3             | Cultural Leonesa           |
| Talavera                 | 2–0             | Cornellà                   |
| Algeciras                | 1–2             | Unionistas de Salamanca    |

## Segunda fase
Esta fase é disputada em jogo único, por todas as equipes classificadas da primeira fase, mas ainda sem os times da Supercopa. As partidas seguem sendo disputadas com mando da equipe de menor divisão, com sorteio para equipes da mesma categoria. As partidas foram disputadas entre 14 e 16 de dezembro.
| Equipe 1                   | Resultado       | Equipe 2       |
| -------------------------- | --------------- | -------------- |
| Atlético Mancha Real       | 1–0             | Granada        |
| Bergantiños                | 1–3             | Rayo Vallecano |
| Palencia Cristo Atlético   | 1–2             | Espanyol       |
| Llanera                    | 0–6             | Mallorca       |
| Andratx                    | 1–1 (5–6) (pen) | Sevilla        |
| Arenteiro                  | 1–3             | Valencia       |
| Albacete                   | 0–1             | Cádiz          |
| Atlético Baleares          | 5–0             | Getafe         |
| Zamora                     | 0–3             | Real Sociedad  |
| Unionistas de Salamanca    | 0–1             | Elche          |
| Deportivo La Coruña        | 1–2             | Osasuna        |
| Alcoyano                   | 3–3 (3–1) (pen) | Levante        |
| Sanluqueño                 | 1–7             | Villarreal     |
| Talavera                   | 2–4 (pro)       | Betis          |
| Linares Deportivo          | 2–1             | Alavés         |
| Andorra                    | 1–2 (pro)       | Celta de Vigo  |
| Rayo Majadahonda           | 1–0             | Málaga         |
| San Sebastián de los Reyes | 0–0 (4–5) (pen) | Fuenlabrada    |
| Cultural Leonesa           | 2–3 (pro)       | Leganés        |
| Castellón                  | 1–2             | Cartagena      |
| Huesca                     | 0–1             | Girona         |
| Amorebieta                 | 1–2             | Almería        |
| Sporting de Gijón          | 2–1 (pro)       | Alcorcón       |
| Ponferradina               | 2–1 (pro)       | Ibiza          |
| Zaragoza                   | 2–0             | Burgos         |
| Tenerife                   | 1–2             | Eibar          |
| Valladolid                 | 3–1             | Las Palmas     |
| Lugo                       | 1–2             | Mirandés       |

## Terceira fase
Esta fase é disputada novamente em jogo único, por 28 equipes classificadas da primeira fase, mais os quatro participantes da Supercopa. As partidas seguem sendo disputadas com mando da equipe de menor divisão, com sorteio para equipes da mesma categoria. São 32 clubes em 16 jogos.
| Equipe 1             | Resultado       | Equipe 2           |
| -------------------- | --------------- | ------------------ |
| Atlético Mancha Real | 0–2             | Athletic Bilbao    |
| Rayo Majadahonda     | 0–5             | Atlético de Madrid |
| Alcoyano             | 1–3             | Real Madrid        |
| Linares Deportivo    | 1–2             | Barcelona          |
| Atlético Baleares    | 2–1             | Celta de Vigo      |
| Valladolid           | 0–3             | Betis              |
| Almería              | 1–2             | Elche              |
| Mirandés             | 0–1             | Rayo Vallecano     |
| Cartagena            | 1–2             | Valencia           |
| Sporting de Gijón    | 2–1             | Villarreal         |
| Eibar                | 1–2             | Mallorca           |
| Fuenlabrada          | 0–1             | Cádiz              |
| Leganés              | 2–3             | Real Sociedad      |
| Girona               | 1–0             | Osasuna            |
| Zaragoza             | 0–2             | Sevilla            |
| Ponferradina         | 1–1 (1–3) (pen) | Espanyol           |

### Confrontos
| 4 de janeiro de 2022 | Ponferradina    | 1 – 1 (pro) | Espanyol         | El Toralín, Ponferrada                          |
| 21:00 (UTC+1)        | Yuri 88' (pen.) | Relatório   | 4' Adrià Pedrosa | Público: 4 795 Árbitro: Carlos del Cerro Grande |

|                                           |       | Penalidades                    |  |
| Agus Medina Kuki Saúl Crespo Kike Saverio | 1 – 3 | Adri Embarba Keidi Fran Mérida |  |

| 5 de janeiro de 2022 | Cartagena         | 1 – 2     | Valencia                           | Cartagonova, Cartagena                          |
| 18:00 (UTC+1)        | Ortuño 75' (pen.) | Relatório | 35' Carlos Soler · 90+3' Cheryshev | Público: 10 773 Árbitro: Pablo González Fuertes |

| 5 de janeiro de 2022 | Eibar      | 1 – 2     | Mallorca             | Ipurúa, Eibar                                    |
| 16:00 (UTC+1)        | Blanco 45' | Relatório | 68' Gayá · 82' Ángel | Público: 3 558 Árbitro: Miguel Ángel Ortiz Arias |

| 5 de janeiro de 2022 | Leganés             | 2 – 3     | Real Sociedad                       | Butarque, Leganés                           |
| 16:00 (UTC+1)        | Juan Muñoz 60', 70' | Relatório | 8' Isak · 43', 74' (pen.) Oyarzabal | Público: 6 430 Árbitro: Antonio Mateu Lahoz |

| 5 de janeiro de 2022 | Linares Deportivo | 1 – 2     | Barcelona                | Linarejos, Linares                                  |
| 19:30 (UTC+1)        | Hugo Díaz 19'     | Relatório | 63' Dembélé · 69' Jutglà | Público: 10 000 Árbitro: Guillermo Cuadra Fernández |

| 5 de janeiro de 2022 | Atlético Baleares | 2 – 1     | Celta de Vigo    | Balear, Palma de Maiorca                   |
| 20:00 (UTC+1)        | Manel 17', 76'    | Relatório | 67' Brais Méndez | Público: 5 500 Árbitro: Mario Melero López |

| 5 de janeiro de 2022 | Mirandés | 0 – 1     | Rayo Vallecano    | Anduva, Miranda de Ebro                           |
| 20:00 (UTC+1)        |          | Relatório | 67' Andrés Martín | Público: 1 807 Árbitro: José Luis Munuera Montero |

| 5 de janeiro de 2022 | Valladolid | 0 – 3     | Betis                                                 | José Zorrilla, Valladolid                             |
| 20:00 (UTC+1)        |            | Relatório | 24' William Carvalho · 27' Fekir · 50' Borja Iglesias | Público: 11 730 Árbitro: Ricardo de Burgos Bengoetxea |

| 5 de janeiro de 2022 | Alcoyano | 1 – 3     | Real Madrid                                    | El Collao, Alcoi             |
| 21:30 (UTC+1)        | Vega 66' | Relatório | 39' Éder Militão · 76' Asensio · 78' José Juan | Árbitro: Adrián Cordero Vega |

| 6 de janeiro de 2022 | Fuenlabrada | 0 – 1     | Cádiz         | Fernando Torres, Fuenlabrada              |
| 16:00 (UTC+1)        |             | Relatório | 90+3' Alarcón | Público: 6 000 Árbitro: Jesús Gil Manzano |

| 6 de janeiro de 2022 | Girona   | 1 – 0     | Osasuna | Montilivi, Girona              |
| 16:00 (UTC+1)        | Juncà 6' | Relatório |         | Árbitro: Javier Alberola Rojas |

| 6 de janeiro de 2022 | Sporting de Gijón            | 2 – 1     | Villarreal | El Molinón, Gijón                             |
| 18:00 (UTC+1)        | Đurđević 67' · Milovanov 88' | Relatório | 48' Albiol | Público: 12 400 Árbitro: Alejandro Muñiz Ruiz |

| 6 de janeiro de 2022 | Zaragoza | 0 – 2     | Sevilla              | La Romareda, Saragoça                           |
| 18:00 (UTC+1)        |          | Relatório | 31' Koundé · 69' Mir | Público: 34 596 Árbitro: Valentín Pizarro Gómez |

| 6 de janeiro de 2022 | Atlético Mancha Real | 0 – 2     | Athletic Bilbao   | La Juventud, Mancha Real                      |
| 20:00 (UTC+1)        |                      | Relatório | 20', 43' Williams | Público: 3 700 Árbitro: Juan Martínez Munuera |

| 6 de janeiro de 2022 | Almería      | 1 – 2     | Elche                 | Juegos Mediterráneos, Almeria                              |
| 20:00 (UTC+1)        | Ramazani 42' | Relatório | 52' Piatti · 84' Guti | Público: 7 086 Árbitro: Alejandro José Hernández Hernández |

| 6 de janeiro de 2022 | Rayo Majadahonda | 0 – 5     | Atlético de Madrid                                                                    | Wanda Metropolitano, Madrid                   |
| 21:30 (UTC+1)        |                  | Relatório | 17' Matheus Cunha · 26' Renan Lodi · 41' Luis Suárez · 67' Griezmann · 79' João Félix | Público: 17 769 Árbitro: Santiago Jaime Latre |

## Oitavas de final
Esta fase é disputada novamente em jogo único, pelas equipes classificadas da fase anterior. As partidas seguem sendo disputadas com mando da equipe de menor divisão. Em caso de rivais da mesma divisão, o mando de campo fica decidido pela ordem de extração das bolas. O sorteio foi realizado em 7 de janeiro de 2022, e as partidas serão disputadas entre 15 e 20 de janeiro, com as equipes vencedoras tendo acesso às quartas de final.
| Equipe 1          | Resultado       | Equipe 2           |
| ----------------- | --------------- | ------------------ |
| Atlético Baleares | 0–1             | Valencia           |
| Girona            | 1–2             | Rayo Vallecano     |
| Sporting de Gijón | 0–0 (2–4) (pen) | Cádiz              |
| Elche             | 1–2 (pro)       | Real Madrid        |
| Real Sociedad     | 2–0             | Atlético de Madrid |
| Betis             | 2–1             | Sevilla            |
| Athletic Bilbao   | 3–2 (pro)       | Barcelona          |
| Mallorca          | 2–1             | Espanyol           |

### Confrontos
| 15 de janeiro de 2022 | Mallorca                   | 2 – 1     | Espanyol       | Visit Mallorca Estadi, Palma de Maiorca       |
| 16:00 (UTC+1)         | Kubo 32' · Abdón Prats 60' | Relatório | 62' Javi Puado | Público: 11 403 Árbitro: Santiago Jaime Latre |

| 15 de janeiro de 2022 | Girona       | 1 – 2     | Rayo Vallecano             | Montilivi, Girona                           |
| 18:30 (UTC+1)         | Espinosa 26' | Relatório | 45+1', 48' Sergi Guardiola | Público: 6 405 Árbitro: Adrián Cordero Vega |

| 15 de janeiro de 2022 | Sporting de Gijón | 0 – 0 (pro) | Cádiz | El Molinón, Gijón                                 |
| 18:30 (UTC+1)         |                   | Relatório   |       | Público: 15 800 Árbitro: Miguel Ángel Ortiz Arias |

|                                            |       | Penalidades                   |  |
| Fran Villalba Pedro Díaz Kravets Campuzano | 2 – 4 | Álex Negredo Perea Arzamendia |  |

| 15 de janeiro de 2022 | Betis                   | 2 – 1     | Sevilla        | Benito Villamarín, Sevilha            |
| 21:30 (UTC+1)         | Fekir 39' · Canales 73' | Relatório | 35' Papu Gómez | Árbitro: Ricardo de Burgos Bengoetxea |

| 16 de janeiro de 2022 | Atlético Baleares | 0 – 1     | Valencia        | Balear, Palma de Maiorca                       |
| 12:00 (UTC+1)         |                   | Relatório | 1' Marcos André | Público: 4 000 Árbitro: Pablo González Fuertes |

| 19 de janeiro de 2022 | Real Sociedad             | 2 – 0     | Atlético de Madrid | Reale Arena, San Sebastián                     |
| 21:00 (UTC+1)         | Januzaj 33' · Sørloth 47' | Relatório |                    | Público: 28 111 Árbitro: Javier Alberola Rojas |

| 20 de janeiro de 2022 | Elche      | 1 – 2 (pro) | Real Madrid             | Manuel Martínez Valero, Elche                   |
| 19:00 (UTC+1)         | Verdú 103' | Relatório   | 108' Isco · 116' Hazard | Público: 23 528 Árbitro: Jorge Figueroa Vázquez |

| 20 de janeiro de 2022 | Athletic Bilbao                                | 3 – 2 (pro) | Barcelona                       | San Mamés, Bilbau                                  |
| 21:30 (UTC+1)         | Muniain 2', 105+1' (pen.) · Íñigo Martínez 86' | Relatório   | 20' Ferran Torres · 90+3' Pedri | Público: 37 287 Árbitro: José Luis Munuera Montero |

## Quartas de final
Esta fase é disputada novamente em jogo único, pelas equipes classificadas da fase anterior. As partidas seguem sendo disputadas com mando da equipe de menor divisão. Em caso de rivais da mesma divisão, o mando de campo fica decidido pela ordem de extração das bolas. As partidas serão disputadas entre 1 e 3 de fevereiro, com as equipes vencedoras tendo acesso às semifinais.
| Equipe 1        | Resultado | Equipe 2    |
| --------------- | --------- | ----------- |
| Athletic Bilbao | 1–0       | Real Madrid |
| Real Sociedad   | 0–4       | Betis       |
| Valencia        | 2–1       | Cádiz       |
| Rayo Vallecano  | 1–0       | Mallorca    |

### Confrontos
| 2 de fevereiro de 2022 | Rayo Vallecano   | 1 – 0     | Mallorca | Vallecas, Madrid                         |
| 20:00 (UTC+1)          | Trejo 44' (pen.) | Relatório |          | Público: 9 000 Árbitro: César Soto Grado |

| 2 de fevereiro de 2022 | Valencia                           | 2 – 1     | Cádiz                  | Mestalla, Valência                             |
| 21:00 (UTC+1)          | Gonçalo Guedes 24' · Hugo Duro 79' | Relatório | 54' (pen.) Lucas Pérez | Público: 30 591 Árbitro: Javier Alberola Rojas |

| 3 de fevereiro de 2022 | Real Sociedad | 0 – 4     | Betis                                                        | Reale Arena, San Sebastián                     |
| 20:00 (UTC+1)          |               | Relatório | 12', 57' Juanmi · 83' (pen.) Willian José · 87' Aitor Ruibal | Público: 29 326 Árbitro: Juan Martínez Munuera |

| 3 de fevereiro de 2022 | Athletic Bilbao    | 1 – 0     | Real Madrid | San Mamés, Bilbau                          |
| 21:30 (UTC+1)          | Álex Berenguer 89' | Relatório |             | Público: 38 750 Árbitro: Jesús Gil Manzano |

## Semifinal
Esta fase é disputada pelas equipes classificadas da fase anterior, com jogos de ida e volta. Os jogos de ida serão disputados em 9 e 10 de fevereiro de 2022, enquanto os jogos da volta serão disputado em 2 e 3 de março. As equipes vencedoras terão acesso à final.
| Equipe 1        | Total | Equipe 2 | Ida | Volta |
| --------------- | ----- | -------- | --- | ----- |
| Rayo Vallecano  | 2–3   | Betis    | 1–2 | 1–1   |
| Athletic Bilbao | 1–2   | Valencia | 1–1 | 0–1   |

### Confrontos

#### Jogos de ida
| 9 de fevereiro de 2022 | Rayo Vallecano   | 1 – 2     | Betis                                     | Vallecas, Madrid                                    |
| 21:00 (UTC+1)          | Álvaro García 5' | Relatório | 26' Borja Iglesias · 68' William Carvalho | Público: 9 034 Árbitro: José María Sánchez Martínez |

| 10 de fevereiro de 2022 | Athletic Bilbao | 1 – 1     | Valencia      | San Mamés, Bilbau                                  |
| 21:30 (UTC+1)           | Raúl García 37' | Relatório | 65' Hugo Duro | Público: 42 906 Árbitro: José Luis Munuera Montero |

#### Jogos de volta
| 2 de março de 2022 | Valencia           | 1 – 0     | Athletic Bilbao | Mestalla, Valência         |
| 21:00 (UTC+1)      | Gonçalo Guedes 41' | Relatório |                 | Árbitro: Jesús Gil Manzano |

| 3 de março de 2022 | Betis                | 1 – 1     | Rayo Vallecano | Benito Villamarín, Sevilha                     |
| 21:00 (UTC+1)      | Borja Iglesias 90+2' | Relatório | 80' Bebé       | Público: 50 916 Árbitro: Juan Martínez Munuera |

## Final
| 23 de abril de 2022 | Betis              | 1 – 1     | Valencia      | La Cartuja, Sevilha                                         |
| 22:00 (UTC+2)       | Borja Iglesias 11' | Relatório | 30' Hugo Duro | Público: 53 387 Árbitro: Alejandro José Hernández Hernández |

|                                             |       | Penalidades                                  |  |
| Willian José Joaquín Guardado Tello Miranda | 5 – 4 | Carlos Soler Račić Gonçalo Guedes Musah Gayà |  |

## Premiação
| Copa del Rey 2021-22      |
| ------------------------- |
| Betis Campeão (3º título) |